# Dino Bovoli
Dino Bovoli (Molinella, 4 aprile 1914 – Bologna, 13 marzo 1988) è stato un allenatore di calcio e calciatore italiano, di ruolo mediano.

## Carriera
Militò in gioventù nel Panigale, ed è noto soprattutto per aver vestito le maglie di Ambrosiana Inter, Andrea Doria, (poi Sampdoria) in serie A. Termina la carriera a Siracusa (serie B) dove nel 1952 assume la guida tecnica della squadra.
Ha allenato successivamente numerose squadre soprattutto in serie C. Tra le altre Lecce, Potenza, Barletta, Acireale e Toma Maglie. Ritiratosi dalla vita sportiva si stabilì a Bologna, con la moglie ed i due figli. Morì a seguito di un ictus nel 1988 ed è sepolto nel cimitero della Certosa di Bologna.

## Palmarès

### Giocatore

#### Competizioni nazionali
- Serie B: 1

Atalanta: 1939-1940

### Allenatore

#### Competizioni regionali
- Promozione: 1

Potenza: 1956-1957